# Bagnols-les-Bains
Bagnols-les-Bains là một xã ở tỉnh Lozère trong vùng Occitanie, phía nam nước Pháp.